# Morbosamente vostra
Morbosamente vostra è un film pornografico del 1985 diretto da Andrea Bianchi (con lo pseudonimo Andrew White). Esso segna il debutto nell'hardcore dell'attrice Karin Schubert dopo una carriera in cui aveva interpretato svariati ruoli, principalmente in commedie italiane negli anni settanta. Come dichiarato dalla stessa attrice tedesca, dalle riprese di questo film ne furono ricavati altri quattro negli anni successivi. La pellicola è stata distribuita anche in versione softcore con il titolo Cora, sia in home video che nei circuiti cinematografici.

## Trama
Cora, insoddisfatta delle prestazioni di suo marito, si rivolge a un medico per chiedere aiuto. Il dottore però, anziché fornirle un sistema per migliorare le capacità amatorie dell'uomo, decide di provvedere personalmente alla soddisfazione della sposa.